# Dionda diaboli
Dionda diaboli (tên tiếng Anh là Devil's River Minnow) là một loài cá vây tia thuộc họ Cyprinidae.
Loài này có ở México và Hoa Kỳ.

## Hình ảnh

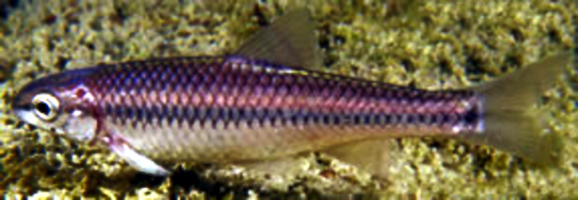